# نظام المكافأة
| الماء الجنس | الطعام الرعاية الأبوية |

نظام المكافأة هو مجموعة من الهياكل العصبية المسؤولة عن سمة الحوافز (أي الدافع والرغبة في المكافأة) والتعلم التعاوني (في المقام الأول التعزيز الإيجابي والإشراط كلاسيكي)، والمشاعر الإيجابية، وخاصة تلك التي تنطوي على المتعة كمكوّن أساسي. المكافأة هي خاصية جذّابة وتحفيزية للمؤثر الذي يحفز سلوك الشهيّة -المعروف أيضًا باسم سلوك النهج- والسلوك الإكليلي. وقد وصفت دراسة في علم الأعصاب المحفز المجزي (أي "المكافأة")، بأنه هو أي مؤثر أو حدث أو نشاط، يكون لديه القدرة على جعلنا نقترب منه ونستهلكه."
والمكافأة الأوليّة هي تلك اللازمة لبقاء الذات والذرية، وتشمل المحفزات الوضعية (مثل استساغة الغذاء والتناسلية (على سبيل المثال، الاتصال الجنسي والرعاية الأبوية). المكافآت الجوهرية الداخلية هي مكافآت جذابة غير مشروطة تحفز السلوك لأنها ممتعة بطبيعتها. المكافآت الخارجية (على سبيل المثال، المال) هي مكافآت مشروطة جذابة وتحفز السلوك، ولكنها ليست ممتعة بطبيعتها. وتستمد المكافآت الخارجية قيمتها التحفيزية نتيجة التعلم التعاوني (أي التكييف) مع المكافآت الجوهرية. قد تحصل المكافآت الخارجية أيضًا على المتعة (على سبيل المثال، من كسب الكثير من المال في اليانصيب) بعد إشراط كلاسيكي مع المكافآت الجوهرية.
البقاء على قيد الحياة لمعظم أنواع الحيوانات يعتمد على تعظيم الاتصال مع المحفزات المفيدة وتقليل الاتصال مع المحفزات الضارة. نظام المكافأة وإدراكه يعمل على زيادة احتمال البقاء على قيد الحياة والتكاثر من خلال التسبب في التعلم التجمعي، واستحضار النهج والسلوك التراكمي، وإثارة المشاعر الإيجابية.

## تعريف النظام
في علم الأعصاب، فإن نظام المكافأة هو  مجموعة من هياكل الدماغ والمسارات العصبية التي هي مسؤولة عن الإدراك، بما في ذلك التعلم التعاوني(في المقام الأول الإشراط الكلاسيكي والتعزيز الفعال، (أي التحفيز و«الرغبة» في المكافأة) والمشاعر الإيجابية، ولا سيما العواطف التي تنطوي على المتعة.
ْالمصطلحات التي تستخدم عادة لوصف السلوك المرتبط بمكون «الرغبة» أو الرغبة في المكافأة تشكل سلوك الشهية والسلوك التحضيري والسلوك الأساسي والسلوك الاستباقي والسعي. أما المصطلحات التي يشيع استخدامها لوصف السلوك المتعلق ب «الميل والحب» أو عنصر المتعة للمكافأة فإنها تشمل سلوك الأخذ والتحقيق.
وتتمثل الوظائف الرئيسية الثلاث للمكافآت في قدرتها على:
1. إنتاج التعلم التعاوني والتعزيز الفعال;[1]
2. التأثير على صنع القرار وتحفيز سلوك النهج للمؤثرات المجزية;[1]
3. لإثار المشاعر الإيجابية.[1]

## الوصف التشريحي

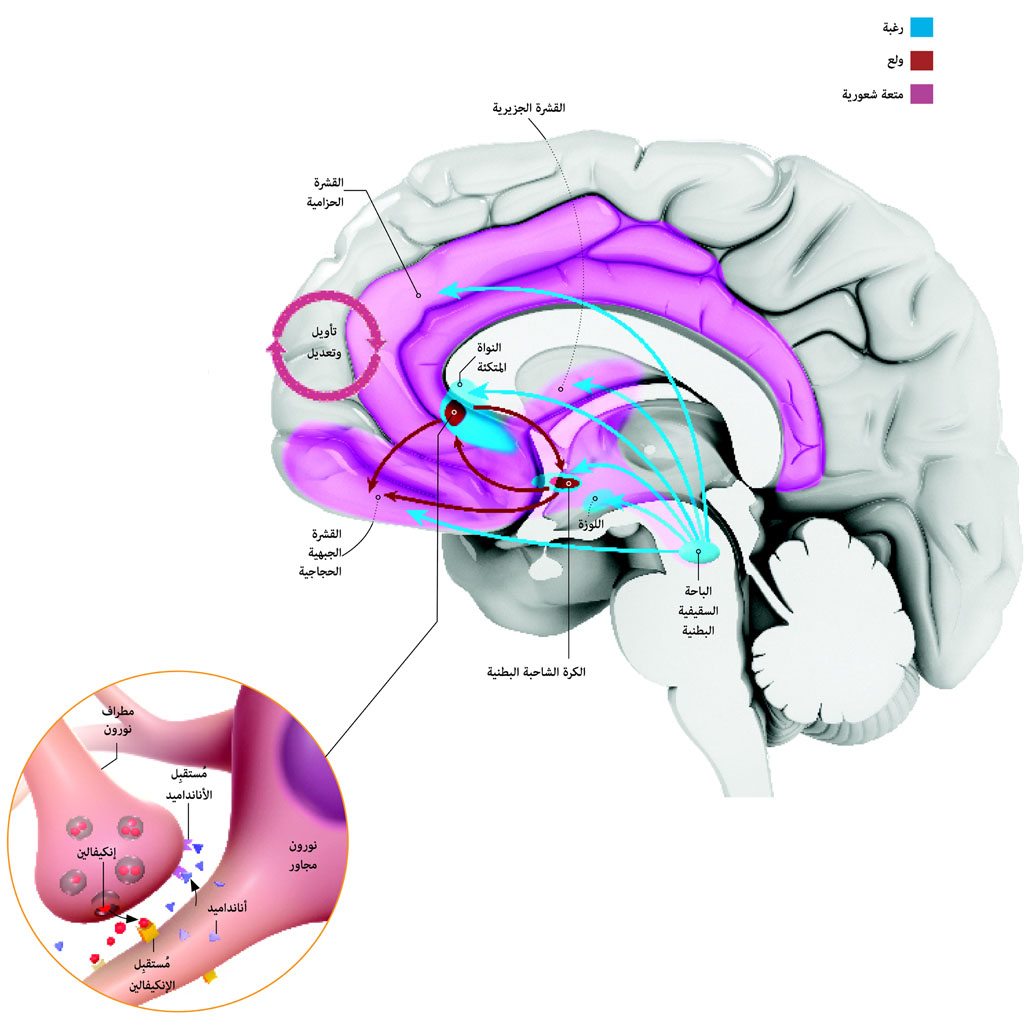
تشريح نظام المكافأة في الدماغ

عندما تقوم بسلوك معين تحبه، يقوم هذا النظام بمكافأتك بتفعيل الدوائر العصبية المرتبطة بالشعور بالمتعة وبذلك يحفزك على أن تقوم به مرة أخرى. المكافأة أو التحفيز هي وسيلة متجردة لوصف قيمة إيجابية أن الفرد ينسب إلى كائن. مقدار المكافأة والمتعة المتولدة تختلف وفقاً لنوع المؤثر، مثلاً: المكافآت الأولية تتعلق ببقاء الأنواع متمثلة في الطعام والجنس، أما المكافآت الثانوية فتشمل المال والاستماع إلى الموسيقى.
الإدمان لا يختلف كثيراً لأنه يولد مقداراً كبيراً من المتعة والرضى النفسي للشخص، مما يدفعه إلى طلب المزيد سواء كان إدمان مخدرات أو طعام أو تدخين أو حتى الفيسبوك؛ لأنه يعطي قيمة بصرية خاطئة للتعبير عن القيمة الذاتية أهمها الإعجاب أو المتابعة.
في دراسة علمية حديثة ظهر أن تعلم لغة جديدة ممكن أن يحفز نفس مناطق المتعة كما في المقامرة أو المخدرات. حيث طُلب من المشتركين أن يدخلوا في منافسات مقامرة وأخرى لتعلم اللغة، وعند النتائج شاهد الباحثون تحفز مناطق في الدماغ اسمها (ventral striatum) نفسها المرتبطة بنظام المكافآت. وكذلك وجدوا أن الأشخاص الذين لديهم وصلات عصبية أكثر بين مناطق تعلم اللغة والمناطق المرتبطة بهذا النظام قادرين على أن يتعلموا كلمات أكثر من زملائهم. يبدو أن تعلم كلمات جديدة بطريقة مشوقة يجعلنا نتذكرها بشكل أفضل.
من الأمثلة الرائعة على الإدمان هو الطعام. السبب الرئيسي لزيادة الوزن هو الإدمان على الطعام؛ لأنه يولد مقداراً من المتعة خلال تناوله. فكر بالأمر خلال جلوسك لمشاهدة التلفاز أو شعورك بالملل أو محاولة دراستك لمادة لا تحبها، يحفزك الدماغ نحو كل أنواع الأكل في العالم؛ لأن دماغك يطلب منك أن تقوم بشيء أكثر متعة.
المدهش في هذا الأمر هو إمكانية أن تُحفز نفس المنطقة خلال تعلمك لغة جديدة أو دراسة مادة تحبها أو محادثة شخص تحبه أو قيامك بسلوك تحبه، مثل الرقص أو العزف على آلة موسيقية.. إلخ. ليس لأنك لن تزداد وزناً فقط وإنما لأنك سوف تتعلم لغة جديدة أو أشياء جديدة بالأضافة إلى أنك سوف تستمتع بالأمر دون أن تشعر بمرور الوقت.
تقع هياكل الدماغ التي تشكل نظام المكافأة في حلقة تتكون من القشرة المخية والمهاد والعقد القاعدية; والعقد القاعدية هي جزء من حلقة محركات النشاط داخل نظام المكافأة. معظم المسارات التي تربط المكونات داخل نظام المكافأة هي أعصاب جلوتامينية، وأعصاب شوكية متوسطة، وألياف إسقاط دوبامينية. يتضمن نظام المكافأة المنطقة السفلية البطنية، والمخطط البطني (مثل النواة المتكئة)، والمخطط الظهري (مثل النواة الذنبية والبطامة، المادة السوداء، والقشرة الأمام جبهية، والقشرة الحزامية الأمامية، وقرن آمون ونواة تحت المهاد، والمهاد، ونواة أسفل المهاد، واللوزة الدماغية والفص الجزيري.
النواة المتكئة هي منطقة بالمخ إسمها باللاتينية (Nucleus accumbens) ومنطقة «النواة المتكئة» منطقة مهمة. وهذه المنطقة مسؤولة عن المكافآت بالدماغ البشري، وهي تنشط عند حصول الإنسان على الطعام الجيد أو المال، كما تنشط عند حصول الشخص على سمعة جيدة وثناء ومديح لشخصه.
نجد أن من صفات الإنسان الرئيسية سعيه الدائم لتحسين سمعته، وتبين للباحثين أن المنطقة المسؤولة عن المكافآت بالدماغ تكون في قمة نشاطها حين يتعلق الأمر باعتراف الآخرين بالشخص وتقديرهم له وأفعاله. أما ثناؤه على الآخرين فيلعب دورا أقل في تنشيط تلك المنطقة من دماغه.

### مراكز المتعة
المتعة هو عنصر في نظام المكافأة، ولكن ليس كل المكافآت ممتعة (على سبيل المثال، المال لا يثير المتعة ما لم تكن الاستجابة مشروط). إن المحفزات الممتعة بشكل طبيعي، وبالتالي تكون جذابة، تعرف باسم المكافآت الجوهرية، في حين أن المحفزات التي تكون جذابة وتحفز سلوك النهج، ولكنها ليست ممتعة في حد ذاتها، فإنها تسمى المكافآت الخارجية. المكافآت الخارجية (على سبيل المثال، المال) مجزية نتيجة التعلم التعاوني مع المكافآت الجوهرية.
نظام المكافأة يحتوي على مراكز المتعة، وهي هياكل في الدماغ تحقق شعور المتعة أو «الميل والحب» كنتيجة لشعور داخلي. وهذه المراكز تقع في جسر فارول والنواة المتكئة، والفص الجزيري والقشرة الجبهية الحجاجية. حقن أشباه الأفيونيات والكانابينويد، ولكن ليس الدوبامين، في المنطقة الأمامية من النواة المتكئة يؤدي إلى زيادة الشعور بالحب، في حين أن الحقن في مناطق أخرى قد ينتج عنه النفور، كما يفعل حقن الدوبامين.

### الرغبة
السمة المحفزة هي «الرغبة»، والتي تتضمن عنصرا تحفيزيا، يتم تحويله إلى حافز مجزي بواسطة النواة المتكئة. درجة انتقال الدوبامين في المسارات العصبية إلى النواة المتكئة يرتبط ارتباطاً وثيقاً مع درجة الحافز.
تفعيل المنطقة الظهرية من النواة المتكئة يرتبط مع زيادات في الرغبة دون زيادات متزامنة في الحب أو الميل. ومع ذلك، فإن انتقال الدوبامين في النواة المتكئة ليس مسؤولاً فقط عن الشهية والرغبة في المؤثرات المجزية، ولكن العكس أيضا، حيث يوجه السلوك بعيدا عن المحفزات غير مرغوب فيها.

## تاريخه

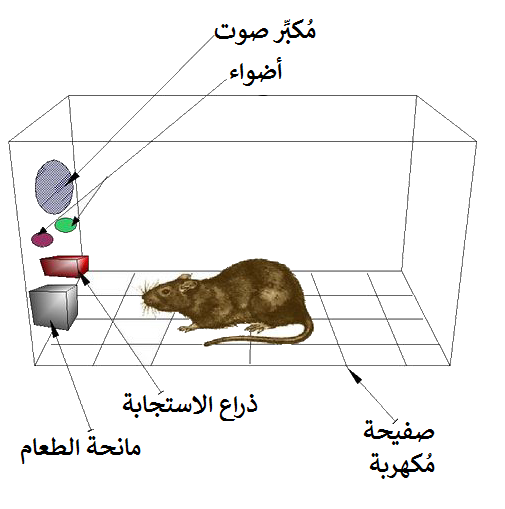
مربع سكينر

أول فكرة عن وجود نظام المكافأة في الدماغ جاءت بالصدفة مع اكتشاف من قبل جيمس أولدز وبيتر ميلنر في عام 1954. حيث اكتشفوا أن الفئران سوف تقوم ببعض السلوكيات مثل الضغط على شريط أو قطعة من الحديد، للحصول على موجات من التحفيز الكهربائي إلى مواقع محددة في أدمغتهم. وتسمى هذه الظاهرة (التحفيز الذاتي داخل الجمجمة) أو (مكافأة التحفيز في الدماغ). الفئران سوف تضغط على الشريط مئات أو آلاف المرات في الساعة للحصول على هذا التحفيز في الدماغ، ولا يتوقفوا إلا عندما يتم استنفاد طاقتهم. أثناء محاولة تعليم الفئران كيفية حل المشاكل واستكشاف المتاهات بتحفيز مناطق معينة من الدماغ، وجد أن هذا التحفيز يبدو أنه يعطي المتعة للحيوانات. حاولوا نفس الشيء مع البشر وكانت النتائج متشابهة. تفسير ما حدث للحيوانات بالانخراط في سلوك لا قيمة له لبقائهم أو بقاء ذريتهم، هو أن تحفيز الدماغ هو تفعيل لنظام المكافأة.
في اكتشاف أساسي في عام 1954، وجد الباحثون جيمس أولدز وبيتر ميلنر أن التحفيز الكهربائي المنخفض الجهد لبعض مناطق الدماغ في الفئران يعمل كنظام مكافأة في تعليم الحيوانات لحل المشاكل. ويبدو أن تحفيز تلك الأجزاء من الدماغ أعطى متعة للحيوانات، وفي وقت لاحق عندما قامت الأبحاث على البشر تم ذكر أحاسيس ممتعة من مثل هذا التحفيز. عندما تم اختبار الفئران في مربع سكينر حيث يمكن أن تحفز نظام المكافأة عن طريق الضغط على رافعة، فإن الجرذان ضغطت لساعات. وأثبتت الأبحاث التي أجريت في العقدين التاليين أن الدوبامين هو أحد المواد الكيميائية الرئيسية التي تساعد على الإشارة العصبية في هذه المناطق، واقترح الدوبامين ليكون «مادة كيميائية للمتعة» في الدماغ.

## الأهمية التطبيقية

### الإدمان
(delta FosB) هو عامل نسخ جيني، حيث أنه هو العامل المشترك بين جميع أشكال الإدمان تقريبا (الإدمان السلوكي وإدمان المخدرات) فعندما يتم ترجمته في بعض الأعصاب الشوكية المتوسطو في النواة المتكئة، فإنه يدفع إلى السلوك المرتبط بالإدمان واللدونة العصبية.

## علاقة الطعام بنظام المكافأة
تشير دراسة جديدة إلى أن أدمغة الأشخاص البدن (الذين يعانون من السمنة المفرطة) تنتج إشارات تشجع على الأكل حتى وإن لم يكن الجسم بحاجة للغذاء.
على الرغم من أن السمنة هي نتيجة تناول كميات كبيرة من الطاقة، فليس واضحاً حالياً لماذا بعض الأشخاص ميالون للإفراط في الأكل وزيادة الوزن. أراد بعض الباحثين في جامعة توركو في فنلندا دراسة الاتصالات المتواجدة بين الخلايا العصبية في الدماغ لمعرفة ما إذا كانت هناك صلة بين نشاط الدماغ والسمنة. تم استعمال تقنيات تصويرية مختلفة لمقارنة نشاط دماغ الأشخاص البدن والنحفاء في مواقف مختلفة.
استُخدم التصوير بالرنين المغناطيسي لمراقبة نشاط الدماغ استجابة لرؤية صور مأكولات. وجد الفريق الفنلندي أن أنظمة المكافأة لدى الأفراد البدن كانت أكثر نشاطاً وردّت بقوة أكثر لصور الأطعمة، سواء للمأكولات العالية السكر الفاتحة للشهية أو للأطعمة الصحية. وكانت الردود في المناطق المعاكسة من قشرة الدماغ، المسؤولة عن التعبير عن الشخصية، التحكم في القرار واتخاذ القرارات، منخفضة أيضاً. عكس ذلك، كان لدى الأفراد البدن اختلافا كبيراً في نشاط الدماغ بين الطعام الصحي والأطعمة الفاتحة للشهية، وأظهروا نشاطاً عادياً في قشرة الدماغ في الفص الجبهي الأمامي. وقد بينت الدراسة كذلك أن للأفراد البدن ارتفاع في أيض. الجلوكوز في المناطق المسؤولة عن المكافأة في الدماغ مقارنةً بالأفراد النحفاء. بالإضافة إلى الرنين المغناطيسي الوظيفي، تم أيضاً استخدام التصوير المقطعي بالإصدار البوزيتروني لقياس هذا التأثير عند الأشخاص المشاركين خلال ظروف لا تكون فيها أجسادهم جائعة فعلياً.
والأكثر من ذلك، أظهر الأفراد البدن استجابة أكبر في الدماغ عند رؤية صور الأطعمة ونشاطا أقل في المناطق المتحكمة بالشهية والمشجعة على الشبع. وحسب ما قالت البروفسور لوري نومنما، الأستاذة المساعدة في جامعة توركو، فإن هذه النتيجة تشير إلى أن دماغ الأشخاص البدن قد يولد بٱستمرار إشارات تشجع على الأكل حتى ولو لم يكن الجسم يحتاج إلى استهلاك المزيد من الطاقة.
“هذا يسلط الضوء على دور الدماغ في السمنة وزيادة الوزن. فقد تؤثر هذه النتائج بشكلٍ كبير على النموذج الحالي للبدانة، لكن أيضاً على صنع العلاجات الدوائية والنفسية للبدانة” تضيف الأستاذة نومنما. تم ربط الخلل في نشاط الدماغ بالبدانة في الدراسات السابقة وقد أثبتت دراسات التصوير الوظيفي أن المكونات الفرعية لدائرة المكافأة في المخ تساهم بمعالجة صور الأطعمة ويمكن ربط حدوث اختلال وظيفي في هذه الدائرة بالسمنة والإدمان على المخدرات.

### الدافع والمُحفز
الدافع في علم النفس هو الحالة التي تثير السلوك في ظروف معينة وتواصله حتى ينتهى إلى غاية معينة. فمثلا الطالب يراجع دروسه بدافع الرغبة في النجاح.
أولا: الدوافع الفطرية
وهي الدوافع التي تنتقل عن طريق الوراثة فلا يحتاج الإنسان إلى اكتسابها، ويشترك الإنسان وعدد من الحيوانات في هذه الدوافع.
الدوافع البيولوجية وهي الدوافع التي تهدف إلى المحافظة على بقاء الفرد كالجوع والعطش والنوم.
الدافع الجنسي يهدف إلى المحافظة على بقاء النوع، ويعتبر من أقوى الدوافع لدى الإنسان، والدافع الجنسي مشترك عند الإنسان والحيوان، ولكن عند الحيوان يتوقف على الهرمونات التي تفرزها الغدد الجنسية فقد اتضح أن إزالة المبيض عند إناث الحيوانات يزيل الاهتمام الجنسي لديها، أما عند الإنسان فقد وجد أن إزالة الغدد الجنسية قبل البلوغ يمنع ظهور الصفات الجنسية وفقدان الدافع الجنسي، ولكن إزالتها بعد البلوغ لا يؤثر في الدوافع الجنسية إلا قليلا.
دافع الأمومة ويعني العناية بالصغار وحمايتهم وإطعامهم ، وقد لوحظ لدى الحيوانات أن هذا الدافع يعتمد على هرمون البرولاكتين prolactin الذي يفرزه الفص الأمامي للغدة النخامية في وقت الحضانة، فقد لوحظ أن الفأرة غير الحبلى لا تهتم بصغار الفئران ولكن حقنها بهذا الهرمون يثير عندها دافع الأمومة ويجعلها تهتم بصغار الفئران، أما في الإنسان فلا يخضع دافع الأمومة خضوعا مباشرا لهذا الهرمون بل إنه يتضمن عوامل أخرى نفسية واجتماعية.
(دافع الهرب)
(دافع الأستطلاع)
ثانيا: الدوافع المكتسبة